# Cenchrus americanus
El mijo perla (Cenchrus americanus) es una especie botánica de gramínea del más ampliamente cultivado tipo de mijo.  

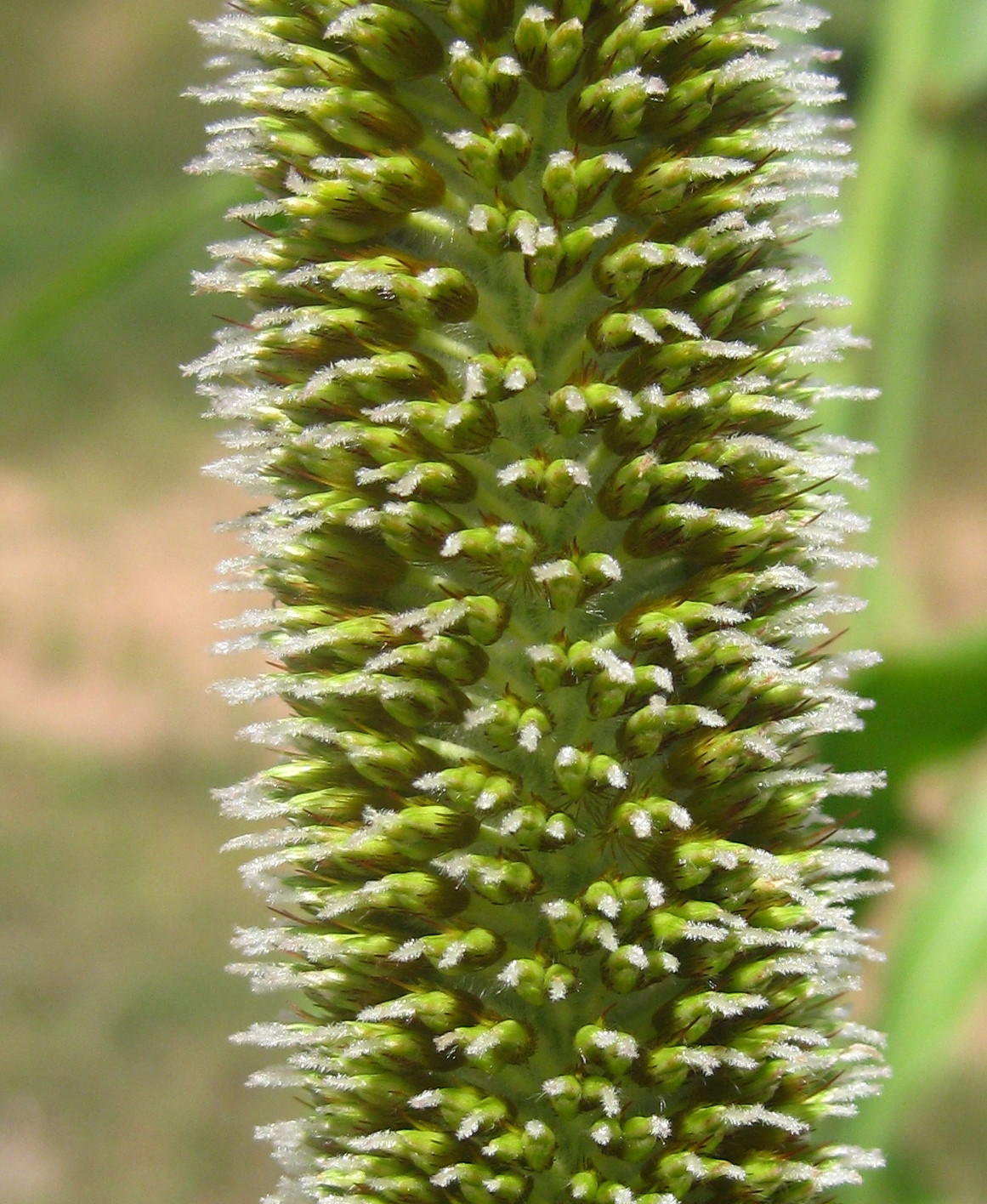
Inflorescencia

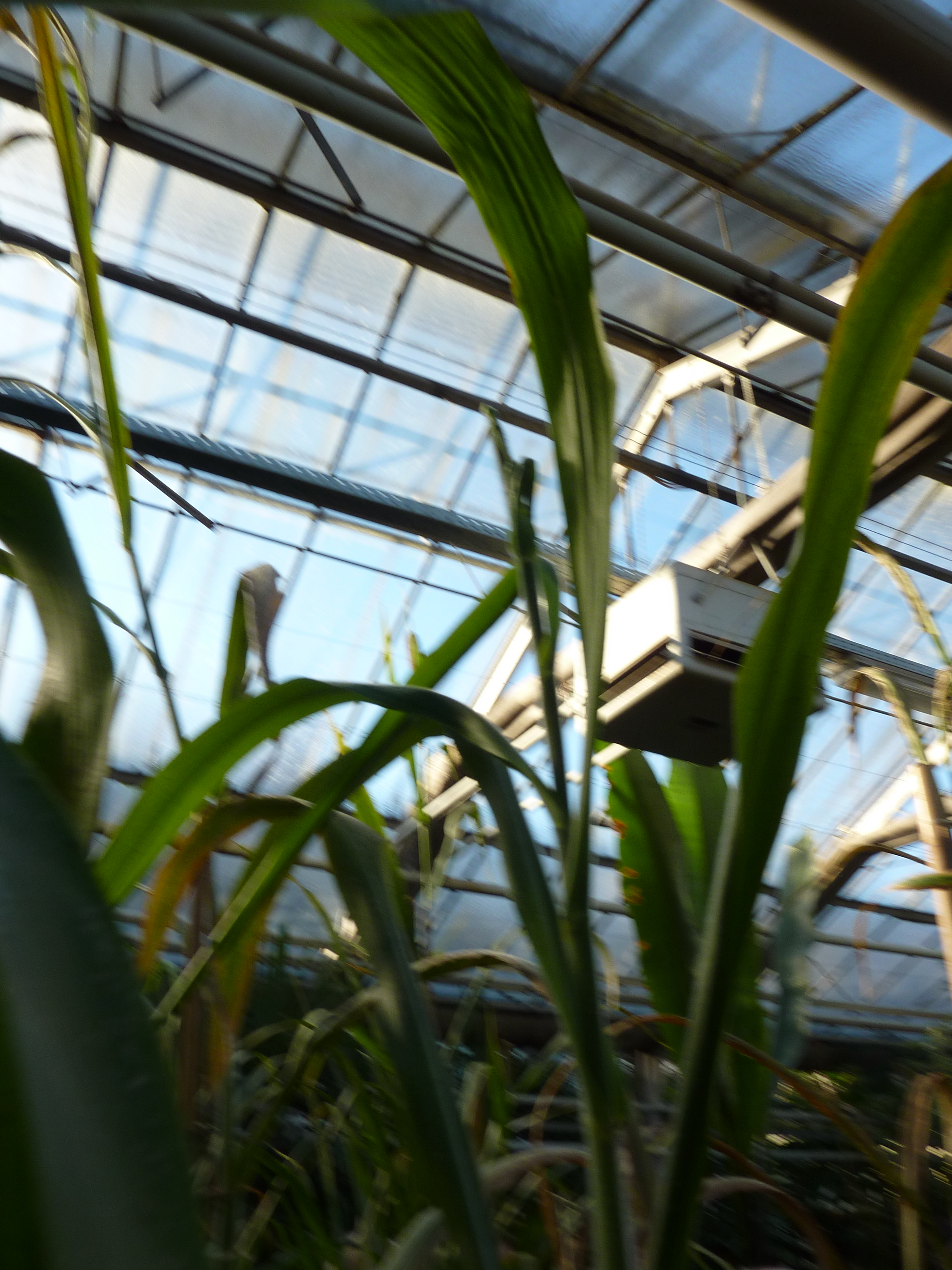
Espigas

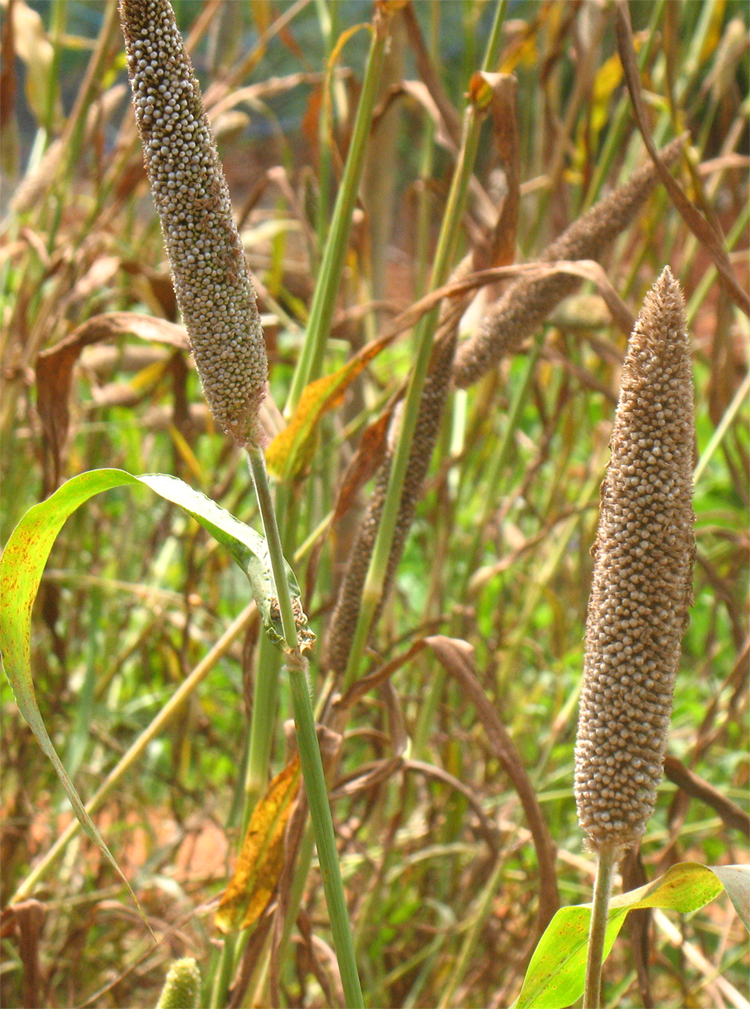
Vista de la planta

## Historia
Crece desde épocas prehistóricas en la India y en el África, aceptándose generalmente que se originó en África y luego fue introducido en la India. El registro más temprano en la India data de 2000 a. C., por lo que su domesticación en África ocurrió antes. Su origen se traza en el África tropical, y el centro de diversidad es en la zona del Sahel de África Occidental. Su cultivo luego se expandió al este y sur de África, y sur de Asia. 
Se adapta bien a sistemas de producción caracterizados por bajas lluvias, baja fertilidad de suelo, y alta temperatura. Crece bien en suelos muy salinos. Debido a estas tolerancias de difíciles condiciones de crecimiento, puede prosperar en áreas donde otros cereales de cosecha, como trigo o maíz, no prosperan.
Se cultiva en más de 260 000 km², cubriendo aproximadamente el 50 % de la producción total mundial de mijo.

## Descripción
Es una planta anual, que alcanza hasta 24 dm, fuerte, hojas planas, glabras o aún pubescentes, de 1-5 cm x 3-8 dm. El eje de inflorescencia está densamente piloso; compacta, parda glauca o violada. Fructifica en verano.

## Nombre común
- En África: mahangu, sanio, gero, babala, nyoloti, bullrush millet, dukkin, souna, petit mil, mexoeira (Mozambique).
- En la India: bajra, bajri, sajje, cumbu (Tamil), Sajjalu (Telugu).
- En EE. UU.: cattail millet, burgundy millet, candle millet, dark millet.
- En América Latina y España: almorejo,[2] maíz negro,[2] mijo negro, mijo perla, panizo de Daimiel,[2] panizo mamoso, panizo negro,[2] bajra, mijo buirush, zahena paniza, pasto italiano.

## Usos
En sus áreas tradicionales de cultivo, la India y muchos países africanos, esta sp. es el producto de primera necesidad de los hogares en los países más pobres y entre la población con menores recursos. El grano se consume como pan levado o sin levadura, sopas, alimentos hervidos o tostados, y bebidas alcohólicas. En el Sahel y demás países del norte de África, es un importante ingrediente del cuscús. La paja es un valioso material de construcción, combustible y alimento para el ganado.

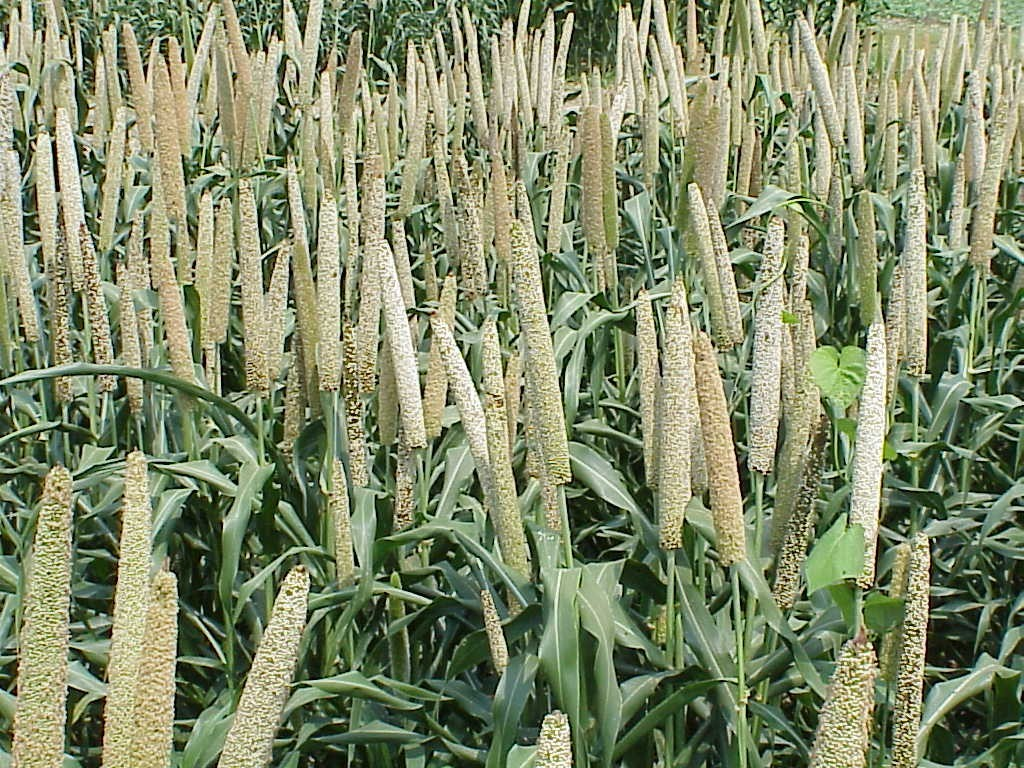
Híbrido de Mijo perla estadounidense, para grano

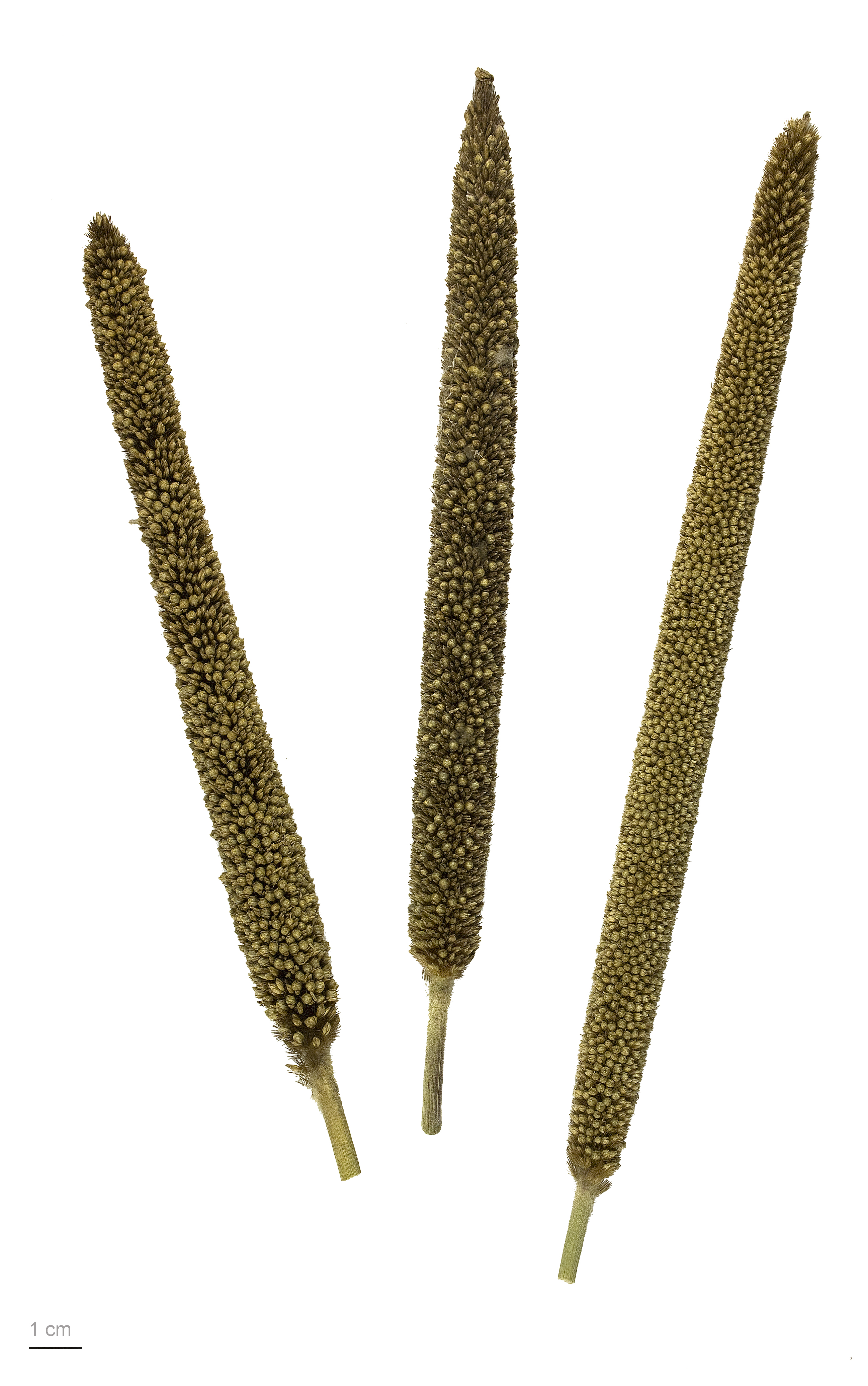
Cenchrus americanus

En áreas no tradicionales de crecimiento de EE. UU., Canadá, Brasil, Australia, Argentina, Europa, se lo cultiva como cultivo protector, o para forraje o grano. Existen diferentes variedades e híbridos para forraje o grano.
Es considerado una alternativa esencial para producir soja en las regiones del Cerrado de Brasil, como cultivo de cobertura, para contrarrestar la erosión hídrica, y para control de malezas. En Canadá, su uso como cobertura y/o en rotaciones es valioso para reducir nemátodos de suelo.
Debido a su relativo alto contenido proteico y rápida tasa de fermentación, promete ser una fuente económica de producir etanol para vehículos. Es completamente compatible con los sistemas de fermentación de maíz y de sorgo.
Sus productos se venden en mercados de alimentos étnicos de EE. UU., particularmente en cáterin de inmigrantes de África o de la India, donde es alimento familiar y tradicional. Se lo usa también como grano libre de gluten. Como existe confusión sobre el etiquetado con otros tipos de «mijo» se limita el desarrollo de productos alimentarios.  

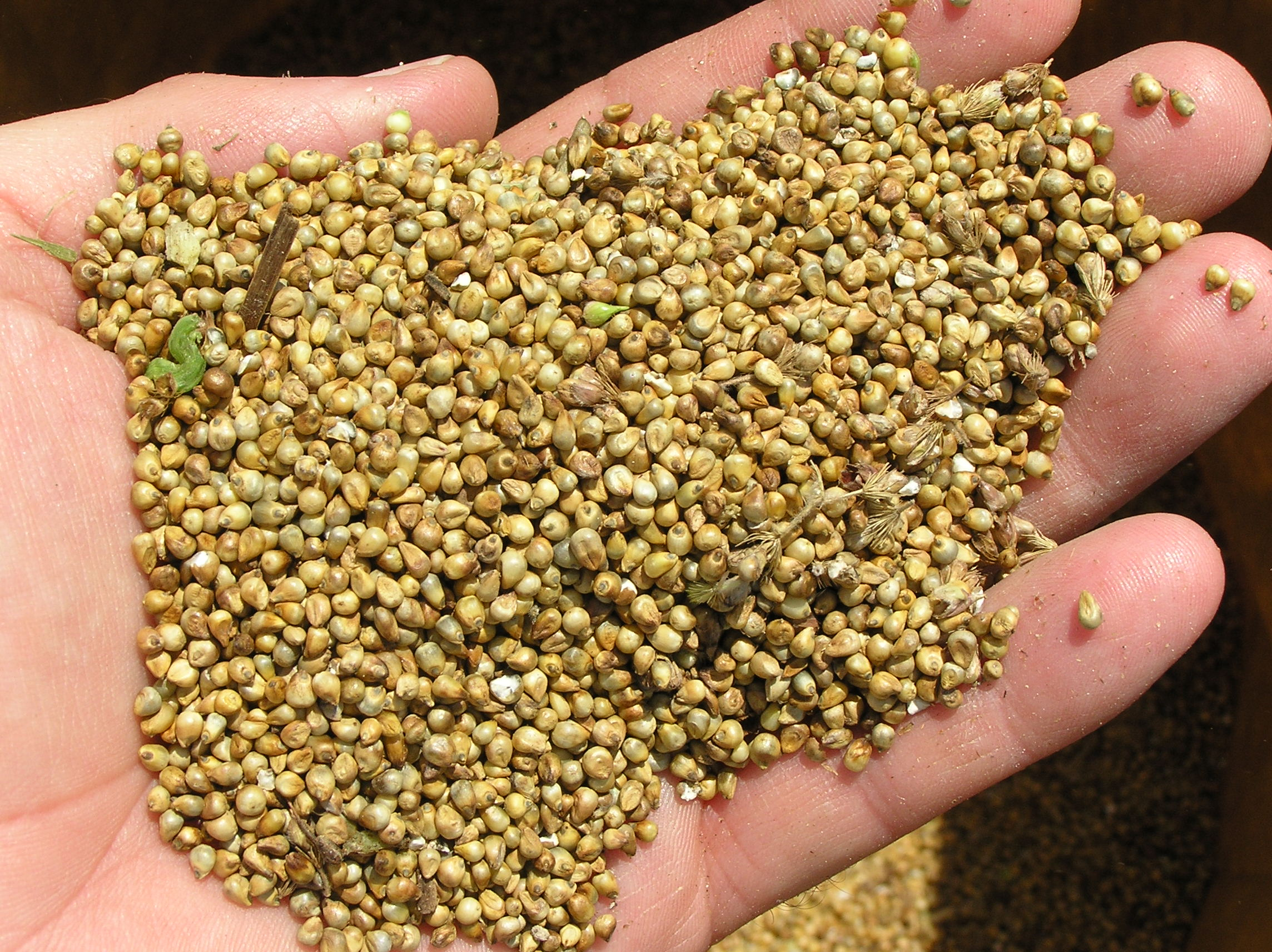
Grano del mijo perla.

### Calidades
Su grano es comparativamente alto en proteína y de buen balance de aminoácidos; alto en lisina, metionina + cistina. Contiene el doble de metionina que el sorgo. También es comparativamente alto en aceite, y el ácido linolenico es el 4 % del total de ácidos grasos.
Aún creciendo en condiciones de alto estrés, el grano es esencialmente libre de aflatoxinas y fumonisinas. Esas micotoxinas carcinogénicas son un significativo problema en maíz, al crecer en regiones donde no se adapta bien. Las políticas de reemplazar al mijo perla por maíz en regiones muy adaptadas al mijo, y no al maíz, puede traer problemas de salud a largo plazo, a esas poblaciones humanas.

## La sp. en Namibia
En Namibia, se la conoce como Mahangu, y crece mayormente en el norte del país, donde es imprescindible en la alimentación. Debido a las sequías y al clima impredecible del área, es mejor alternativa que el maíz. 
El mahangu es usualmente hecho en porridge llamada oshifima (u oshithima), o fermentado para hacer la bebida ontaku u oshikundu. 
Tradicionalmente el mahangu es golpeado con pesadas piezas de madera en un «área de aporreo»; y su piso se cubre con una película de cemento hecha con el material de montículo de termitas. Así resulta, que algo de arena y gravilla se mete en el mahangu, por lo que un producto como oshifima se traga sin masticar. Después del golpeteo, puede usarse venteo para quitar las glumas.
Existen ahora algunas industrias procesadoras de grano, como las operadas por la Namib Mills. Se realizan esfuerzos para desarrollar plantas de más pequeña escala usando extrusión y otros métodos. Con extrusión, el mahangu es molido en una pasta antes de ser forzado a través de un troquelado. Se pueden hacer productos de cereales de desayuno, incluyendo grano hinchado y porridge, pasta, y arroz.
Recientemente variedades más productivas se han introducido permitiendo incrementos considerables de la producción.

## Taxonomía
Esta especie fue descrita inicialmente como Panicum glaucum por Carolus Linnaeus y publicada en Species Plantarum 1: 56, en 1753, hasta la fecha, es tanto un sinónimo como el basónimo de esta. Más adelante, sería transferida al género Pennisetum por Robert Brown en Prodromus Florae Novae Hollandiae et Insulae Van Diemen 1, 195, en 1810, nombre científico que también es un sinónimo actualmente. Finalmente, sería descrita como Cenchrus americanus por Osvaldo Morrone en Annals of Botany. Oxford, new series 106: 127, en 2010, siendo esta última, descrita inicialmente como Panicum americanum por Carolus Linnaeus en Species Plantarum 1: 56, en 1753, considerado tanto como un sinónimo como el basónimo de esta.

#### Etimología
Cenchrus: nombre que deriva del griego antiguo κεγκρός (kegchrós) para el mijo o millo (Panicum miliaceum), o cualquier planta de granos pequeños.
americanus: epíteto latino geográfico que alude a su localización en América.

#### Sinonimia
- Alopecurus typhoides Burm.f.
- Andropogon racemosus (Forssk.) Poir. ex Steud.
- Cenchrus paniceus B.Heyne ex Wall.
- Cenchrus pycnostachyus Steud.
- Cenchrus spicatus (L.) Cav.
- Chaetochloa glauca (L.) Scribn.
- Chaetochloa lutescens (Weigel) Stuntz
- Chamaeraphis glauca (L.) Kuntze
- Holcus paniciformis Roxb. ex Hook.f.
- Holcus racemosus Forssk.
- Holcus spicatus L.
- Ixophorus glaucus (L.) Nash
- Panicum alopecuroides J.Koenig ex Trin.
- Panicum americanum L.
- Panicum coeruleum Mill.
- Panicum compressum Balb. ex Steud.
- Panicum glaucum L.
- Panicum holcoides Trin.
- Panicum indicum Mill.
- Panicum involucratum Roxb.
- Panicum lutescens Weigel
- Panicum sericeum Aiton
- Panicum spicatum (L.) Roxb.
- Penicillaria alopecuroides A.Braun
- Penicillaria arabica A.Braun
- Penicillaria ciliata Willd.
- Penicillaria deflexa Andersson ex A.Braun
- Penicillaria elongata Schrad. ex Schltdl.
- Penicillaria involucrata (Roxb.) Schult.
- Penicillaria macrostachya Klotzsch
- Penicillaria mossambicensis Müll.Berol
- Penicillaria nigritarum Schltdl.
- Penicillaria plukenetii Link
- Penicillaria roxburghii Müll.Berol
- Penicillaria solitaria Stokes
- Penicillaria spicata (L.) Willd.
- Penicillaria typhoidea (Burm.) Schltdl.
- Penicillaria willdenowii Klotzsch ex.A.Braun & C.D.Bouché
- Pennisetum albicauda Stapf & C.E.Hubb.
- Pennisetum americanum (L.) Leeke
- Pennisetum ancylochaete Stapf & C.E.Hubb.
- Pennisetum aureum Link
- Pennisetum cereale Trin.
- Pennisetum cinereum Stapf & C.E.Hubb.
- Pennisetum echinurus (K.Schum.) Stapf & C.E.Hubb.
- Pennisetum gambiense Stapf & C.E.Hubb.
- Pennisetum gibbosum Stapf & C.E.Hubb.
- Pennisetum giganteum Ten. ex Steud.
- Pennisetum glaucum (L.) R.Br.
- Pennisetum indicum A.Braun
- Pennisetum leonis Stapf & C.E.Hubb.
- Pennisetum linnaei Kunth
- Pennisetum maiwa Stapf & C.E.Hubb.
- Pennisetum malacochaete Stapf & C.E.Hubb.
- Pennisetum megastachyum Steud.
- Pennisetum nigritarum (Schltdl.) T.Durand & Schinz
- Pennisetum plukenetii (Link) T.Durand & Schinz
- Pennisetum pycnostachyum Stapf & C.E.Hubb.
- Pennisetum solitarium Stokes
- Pennisetum spicatum (L.) Körn.
- Pennisetum typhoideum Rich.
- Phleum africanum Lour.
- Setaria glauca (L.) P.Beauv.
- Setaria lutescens (Weigel) F.T.Hubb.
- Setaria rufa Chevall.
- Setaria sericea (Sol.) P.Beauv.
- Setariopsis glauca (L.) Samp.[13][14]